# Alois Schröer
Alois Schröer (* 27. März 1907 in Einen; † 17. Februar 2002 in Münster) war ein deutscher katholischer Priester, Ehrendomkapitular in Münster und Forscher der westfälischen Kirchengeschichte.

## Leben
Alois Schröer wurde am 27. März 1907 in Einen, heute Ortsteil von Warendorf, geboren. Sein Abitur machte er 1927 am Gymnasium Laurentianum Warendorf.
Nach seinem Theologiestudium in Münster wurde er am 17. Dezember 1932 im St.-Paulus-Dom in Münster von Weihbischof Johannes Scheifes zum Priester geweiht.
Seine erste seelsorgliche Anstellung erhielt Schröer in 1933 in der Gemeinde Gescher im Dekanat Borken, zunächst als Kooperator, ab 1934 als Vikar. 1937 wurde er nach Münster berufen.
Anfang des Jahres 1938 erhielt Schröer von Bischof Clemens August Graf von Galen den Auftrag der Bearbeitung der Geschichte des Klerus der Diözese Münster, es sollte ein Necrologium Monasteriense über alle früheren Kleriker und Priester des Bistums erarbeitet werden. Als Leiter des 1936 zu diesem Zwecke errichteten „Bischöflichen Diözesanarchivs“ begann Schröer in mit einem Team von Mitarbeitern mit dieser Aufgabe. Das Projekt wurde durch den Zweiten Weltkrieg verzögert. Erst 1943 konnte er gemeinsam mit Heinrich Börsting das Handbuch des Bistums Münster in erster Auflage veröffentlichen und dieses errang auch erst mit seiner 2. Auflage 1946 seine eigentliche Bedeutung.
Am 5. April 1944 wurde Schröer zusätzlich Domvikar. Einen Lehrauftrag für Kirchengeschichte der Westfälischen Wilhelms-Universität Münster erhielt er im März 1958, ab 1961 wurde er Honorarprofessor bis zu einer Emeritierung 1973. Über lange Jahre bis zu seinem Tode leitete Alois Schröer die Abteilung Mittelalter/Neuzeit des Instituts für religiöse Volkskunde in Münster.
Seit dem 20. Oktober 1954 war Schröer ordentliches Mitglied der Historischen Kommission für Westfalen. Am 3. April 1984 wurde er zum Ehrenmitglied ernannt.
Am 17. Februar 2002 verstarb Schröer nach kurzer Erkrankung in Münster.

## Schriften (Auswahl)
- Brauchtum und Geschichte im Bereich der Kirche von Münster. Aschendorff, Münster 2000, ISBN 3-402-03989-3.
- Die Kirche von Münster im Wandel der Zeit. Aschendorff, Münster 1994, ISBN 3-402-03987-7.
- Ecclesia monasteriensis. Regensberg, Münster 1992, ISBN 3-7923-0629-8.
- Die Kirche in Westfalen im Zeichen der Erneuerung (1555–1648). 2 Bände. Münster 1986–1987.
- Die Reformation in Westfalen. Der Glaubenskampf einer Landschaft. 2 Bände. Münster 1983.
- Christoph Bernhard v. Galen und die katholische Reform im Bistum Münster. Aschendorff, Münster 1974, ISBN 3-402-03754-8.
- Alois Schröer, Max Bierbaum (Hrsg.): Studia Westfalica. Aschendorff, Münster 1973, ISBN 3-402-03831-5.
- Monasterium. Regensberg, Münster 1966.
- Der Hohe Dom zu Münster. Regensberg, Münster 1947.
- Untersuchungen zur Geschichte der münsterischen Bischöfe des Mittelalters. 1943.
- Werdegang und Schicksale eines westfälischen Bauerndorfes. Schnell, Warendorf 1934.
- Die Kirche in Westfalen vor der Reformation. Verfassung und geistliche Kultur, Mißstände und Reformen. 2 Bände. Aschendorff, Münster 1967, ISBN 3-402-03750-5; 2. Auflage ebenda 1987.
- Heinrich Börsting, Alois Schröer: Handbuch des Bistums Münster. Regensberg, Münster, 2. Auflage 1946
  - Band 1: Geschichte
  - Band 2: Gegenwart